# Championnat du Népal de football 2023
Navigation
Saison précédente Saison suivante
La saison 2023 du Championnat du Népal de football est la quarante-septième édition de la Martyr's Memorial A-Division League, le championnat de première division au Népal. Les quatorze formations sont réunies au sein d'une poule unique où elles s'affrontent à deux reprises au cours de la saison. Les rencontres sont disputées au Stade Dasarath-Rangasala à Katmandou et au Complexe ANFA à Lalitpur. En fin de saison, les deux derniers du classement sont relégués et remplacés par les deux meilleurs clubs de deuxième division.
La compétition débouche sur une surprise avec la victoire finale d'un des promus, Church Boys United, qui termine en tête du classement avec trois points d'avance sur le tenant du titre, Machhindra Football Club et sept sur Népal Police Club. Il s'agit du premier titre de champion du Népal de l'histoire du club, qui réalise l'exploit d'être sacré champion de 3e division, puis de 2e division puis de première division lors de trois saisons consécutives.

## Les clubs participants
- Khumaltar Youth Club - promu de D2
- Manang Marsyangdi Club
- Nepal Army Club est renommé Tribhuvan Army Club
- Népal Police Club
- Three Star Club
- Nepal Armed Police Force Team
- New Road Team
- Church Boys United - Promu de D2
- Friend's Club
- Himalayan Sherpa Club
- Jawalakhel Youth Team
- Machhindra Football Club
- Sankata Boys Sports Club
- Satdobato Youth Club

## Compétition
Le barème de points servant à établir le classement se décompose ainsi :
- Victoire : 3 points
- Match nul : 1 point
- Défaite : 0 point

### Classement
| Rang | Équipe                        | Pts | J  | G  | N  | P  | Bp | Bc | Diff |
| ---- | ----------------------------- | --- | -- | -- | -- | -- | -- | -- | ---- |
| 1    | Church Boys UnitedP           | 48  | 26 | 13 | 9  | 4  | 34 | 15 | +19  |
| 2    | Machhindra FCT                | 45  | 26 | 12 | 9  | 5  | 41 | 26 | +15  |
| 3    | Népal Police Club             | 41  | 26 | 12 | 5  | 9  | 29 | 30 | -1   |
| 4    | Jawalakhel Youth Team         | 37  | 26 | 10 | 7  | 9  | 39 | 33 | +6   |
| 5    | Satdobato Youth ClubP         | 35  | 26 | 10 | 5  | 11 | 28 | 28 | 0    |
| 6    | New Road Team                 | 34  | 26 | 8  | 10 | 8  | 33 | 37 | -4   |
| 7    | Tribhuvan Army Club           | 34  | 26 | 8  | 10 | 8  | 30 | 29 | +1   |
| 8    | Manang Marsyangdi Club        | 32  | 26 | 7  | 11 | 8  | 25 | 29 | -4   |
| 9    | Three Star Club               | 32  | 26 | 7  | 11 | 8  | 18 | 18 | 0    |
| 10   | Sankata Boys Sports Club      | 32  | 26 | 7  | 11 | 8  | 27 | 30 | -3   |
| 11   | Himalayan Sherpa Club         | 31  | 26 | 7  | 10 | 9  | 28 | 35 | -7   |
| 12   | Friend's Club                 | 30  | 26 | 7  | 9  | 10 | 42 | 37 | +5   |
| 13   | Nepal Armed Police Force Team | 30  | 26 | 8  | 6  | 12 | 29 | 36 | -7   |
| 14   | Khumaltar Youth ClubP         | 27  | 26 | 8  | 3  | 15 | 34 | 54 | -20  |

|  | Champion du Népal 2023                             |
|  | Qualification pour la Coupe de l'AFC 2023-2024     |
|  | Relégation en deuxième division                    |
|  | T : Tenant du titre P : Promu de deuxième division |

## Bilan de la saison
| Championnat du Népal de football 2023 |                                              |
| Champion                              | Church Boys United (1er titre)               |
| Qualifications continentales          |                                              |
| Coupe de l'AFC 2023-2024              | Machhindra Football Club (tour préliminaire) |
| Promotions et relégations             |                                              |
| Promus en A Division League           |                                              |
| Relégués en B Division League         | Nepal Armed Police Force Team                |
| Relégués en B Division League         | Khumaltar Youth Club                         |